# Fernand Casimir
Fernand Gaston Georges Émile Robert Casimir (* 4. September 1896 in Arces; † 24. August 1985 in Châteaulin) war ein französischer Kolonialbeamter.
Casimir stand ab 16. April 1935 als amtierender Commissaire-Résident de France an der Spitze des britisch-französischen Kondominiums Neue Hebriden. Er vertrat Henri Sautot, der 1937 wieder in sein Amt als Commissaire-Résident de France zurückkehrte. Von 11. Februar 1952 bis 23. Februar 1953 übernahm Casimir interimsmäßig von Jean Toby das Amt des Gouverneurs des Überseegebiets Niger. In seine Amtszeit fielen die Wahlen zur Territorialversammlung am 30. März 1952. Casimir unterstützte unter der Hand die siegreiche Partei Union unabhängiger Nigrer und Sympathisanten (UNIS), deren Gründung Gouverneur Jean Toby angeregt hatte.